# Patrick Tosani
Patrick Tosani fue un fotógrafo y artista plástico francés nacido en Boissy-l'Aillerie Francia.
Realizó estudios de arquitectura en Paris alrededor de 1973 y 1979, antes de pasarse a la fotografía. En 1997 recibió el Prix Niépce en la Escuela superior de bellas artes de Paris. 
La obra de Tosani combina la herencia de las vanguardias de la década de los 70 y la afirmación de la fotografía como medio experimental. 
Su obra está compuesta por más de 200 obras basadas en el concepto de “fragmento” que consiste en seleccionar partes de elementos cotidianos o personas y ampliarlos exageradamente para darles expresividad.

El acto esencial de la fotografía es aislar una pequeña parte de la formulación actual, la elaboración y la elección es una elección de fragmentación.

Tosani realizaba fotografías de objetos cotidianos o partes extremas del cuerpo humano (Cabezas, manos, uñas mordidas…) ampliados alegando que si se cambia la escala o el contexto de un objeto cotidiano, progresivamente comienza a adquirir un extraño e inesperado interés. 
Sus fotografías se caracterizan por tomas frontales y precisas de gran nitidez, color y tamaño que aportan una gran fuerza a la imagen.

## Obra
Algunas de sus obras más conocidas son: 
- Cucharas (1988)
- Tacones (1987)
- Hielo (1982 – 1983)
- Geografías (1988)
- Retratos (1985)
- CDD (1996)
- Head (1992)
- Clavo (1990)
- Saludos (2001)
- Máscaras (1998-99)